# Friedrich Koch-Breuberg

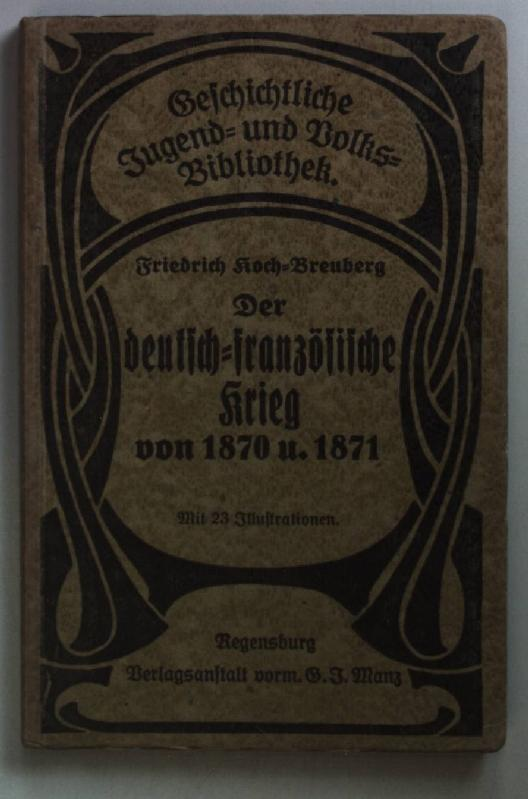
Titelseite eines der erfolgreichsten Bücher Friedrich Koch-Breubergs

Friedrich Koch-Breuberg (* 3. März 1847 als Friedrich Koch in Ingolstadt, Königreich Bayern; † 29. Januar 1922 in Neuburg an der Donau, Freistaat Bayern) war ein königlich bayerischer Offizier, zuletzt Major a. D., und ein deutscher Schriftsteller. Er bediente mit historischen Abhandlungen, Kriegserinnerungen, Humoresken, romanhaften Erzählungen, einem Schauspiel sowie Artikeln in Zeitschriften ein breites Publikumsinteresse seiner Zeit.

## Leben
Friedrich Koch wurde als Sohn des späteren königlich bayerischen Generalmajors Rudolf Koch (1822–1895) geboren; seine Mutter war Emma, geb. Freiin von Treuberg (1813–1887), Tochter des Eginhard Freiherr von Treuberg, der zusammen mit seinem Bruder Friedrich 1824 in den erblichen bayerischen Freiherrenstand erhoben worden war. Beide waren Söhne des Grafen Ludwig II. zu Erbach-Fürstenau, Herr zu Breuberg aus seiner Verbindung mit der bürgerlichen Christine Sophie Küchler, nach dem morganatischen Eheschluss „Madame Treuberg“ genannt (s. Treuberg (Adelsgeschlecht)).
Nach einigen Jahren Volksschulunterricht in Ingolstadt bereiteten ihn Privatlehrer für die Offizierslaufbahn vor. Koch trat 1861 als Kadett in das 9. Infanterieregiment in Passau ein und absolvierte 1865 die Kriegsschule in München. Er wurde im März 1866 zum Fahnenjunker, im Mai zum Unterleutnant und im August während des Feldzuges gegen Preußen im Deutschen Krieg zum Oberleutnant befördert. In den folgenden Jahren diente er in der Garnison in Ingolstadt. Den Deutsch-Französischen Krieg von 1870/71 machte er im Korps von der Tann aktiv bei allen Schlachten und Gefechten des Korps mit. Nach Kriegsende blieb er noch zwei Jahre während der Okkupation in Frankreich. Nach seiner Rückkehr nach Deutschland wurde Koch zunächst in die zentrale Militär-Turnanstalt nach Berlin kommandiert, wo er 1879 zum Hauptmann und Kompaniechef befördert wurde. Dies war sein höchster Rang im aktiven Dienst. In späteren Jahren erhielt er noch „außer Dienst“ den Charakter eines Majors.
Im Jahr 1887 nahm Koch nach einer Beschädigung im Dienst seinen Abschied und zog nach München, wo er als freier Schriftsteller – zeitweilig auch als Zweigvorsitzender des Deutschen Schriftsteller-Verbandes – seinen historischen und literarischen Interessen nachging. Er verarbeitete zunächst seine Studien, die er seit seiner ersten Garnisonszeit in Ingolstadt, vor allem aber während seines Aufenthalts in Frankreich, u. a. im Lager Chalons und in Sedan, angelegt hatte. Schon bereits 1885 hatte er eine Geschichte des königlichen bayerischen Infanterie-Regiments Prinz Ludwig vorgelegt (s. unten „Schriften“).
Als Autor führte er den Namen „Koch-Breuberg“, womit er auf die familiäre Abkunft seiner Mutter verwies (s. oben). 1896 genehmigte Prinzregent Luitpold von Bayern die Führung dieses Namens als Familienname. Sein Neffe, der Wehrmachtsgeneral Rudolf Koch-Erpach, nahm 1939 mit gleichem Benennungsmotiv seinen Zusatznamen „Erpach“ an.
Im Jahr 1896 nahm Koch-Breuberg seinen Wohnsitz in Salzburg, doch kehrte er 1903 nach München zurück, verzog 1910 nach Traunstein und ließ sich in den letzten Lebensjahren in Neuburg an der Donau nieder, wo er auch verstarb.

## Schriften (Auswahl)
- Geschichte des königlichen bayerischen Infanterie-Regiments Prinz Ludwig  Ein Lesebuch für Unteroffiziere und Soldaten. 1. Auflage, Landsberg/Lech: Verza 1885,  2. Auflage, Landsberg/Lech: Verza 1896.
- Der Ring des Yogi, Weimar 1890 (Jüngst’s Haus- und Reisebibliothek 16).
- François und Charlotte. Eine Erzählung aus den Schreckenstagen von Lyon. Weimar 1891 (Jüngst’s Haus- und Reisebibliothek 25).
- Drei Jahre in Frankreich. Erinnerungen eines Truppenoffiziers aus dem Feldzug 1870/71 und der Occupation 1871–73. München: Beck 1891.
- Siegfried der Träumer. Roman aus den letzten Jahrzehnten. Innsbruck: Wagner 1896.
- Caligula und Cäsonia. Schauspiel in vier Aufzügen. Straßburg: Singer 1905.
- Die Bayern im großen Kriege 1870‒71. Regensburg: Habbel 1907.
- Militär-Humoresken. Regensburg: Manz 1909.
- Eliud. Roman aus der Zeit Christi. Regensburg: Manz 1909.
- Der deutsch-französische Krieg von 1870 und 1871. Regensburg: Manz 1912 (Geschichtliche Jugend- und Volksbibliothek 41).
- Allerlei. Heitere und ernste Erzählungen. Regensburg:Manz 1814.
- Allerlei Wahrheiten. Neue Humoresken und Skizzen. Regensburg: Verlagsanstalt vorm. G. J. Manz 1921,
- [zus. mit B. Kujawa] Der kurierte Geizige. Eine Reitergeschichte. Einsiedeln: Benzinger o. J.